# Reptilienfleisch

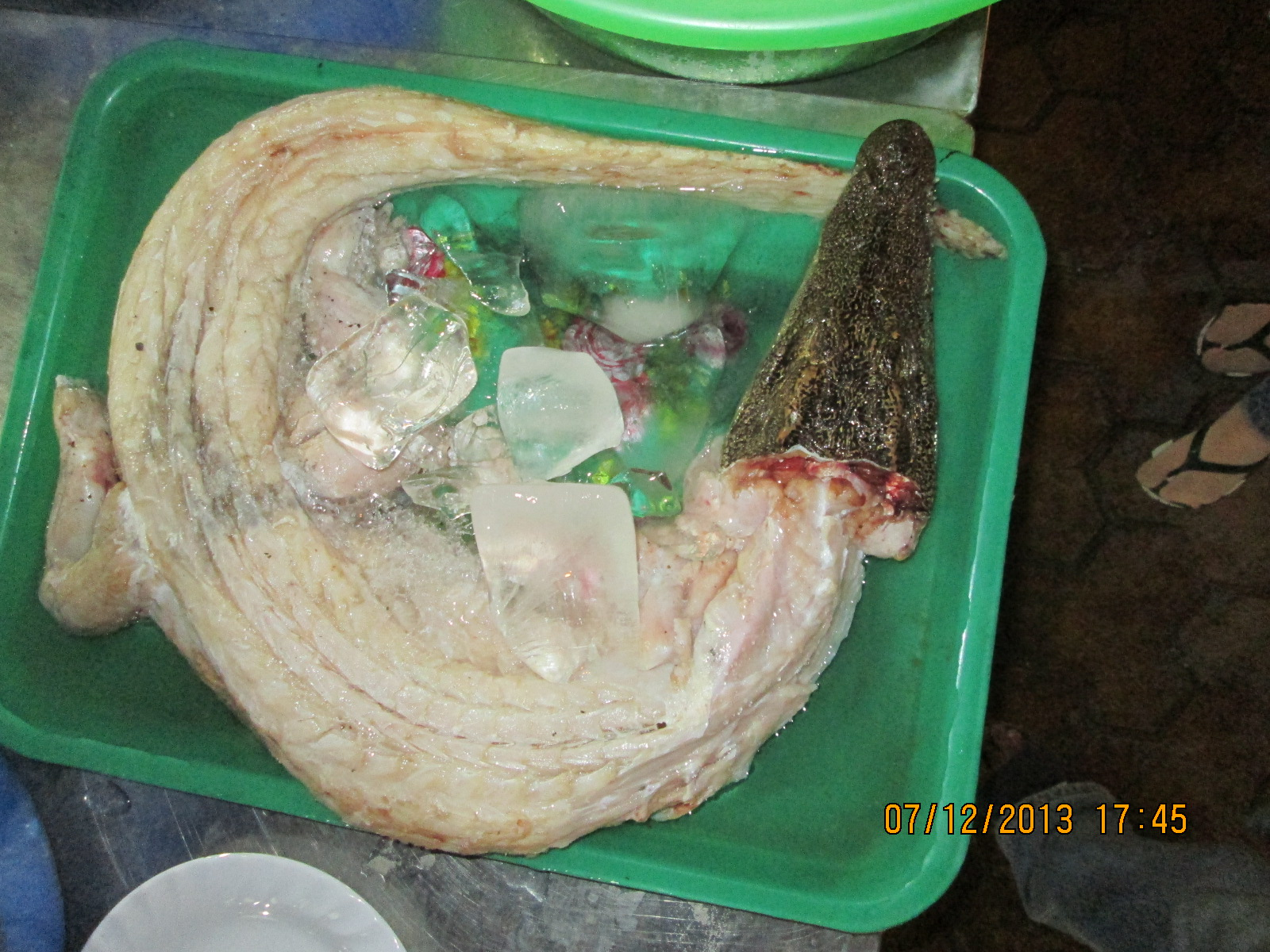
Krokodilfleisch in Vietnam

Als Reptilienfleisch wird eine Gruppe von Fleischsorten verschiedener Tiere der Gruppe der Reptilien zusammengefasst. In Deutschland wird es zu den Exotischen Fleischarten gezählt. Von wirtschaftlicher Bedeutung ist neben dem Fleisch von Krokodilen das genießbare Fleisch von Schlangen und Schildkröten. Handel und Verzehr unterliegen in der Schweiz den Beschränkungen durch den Artenschutz, wodurch die Entnahme aus der Natur untersagt ist und sie so auf Produkte aus der Reptilienzucht beschränkt sind.